# Indice de végétation par différence normalisée

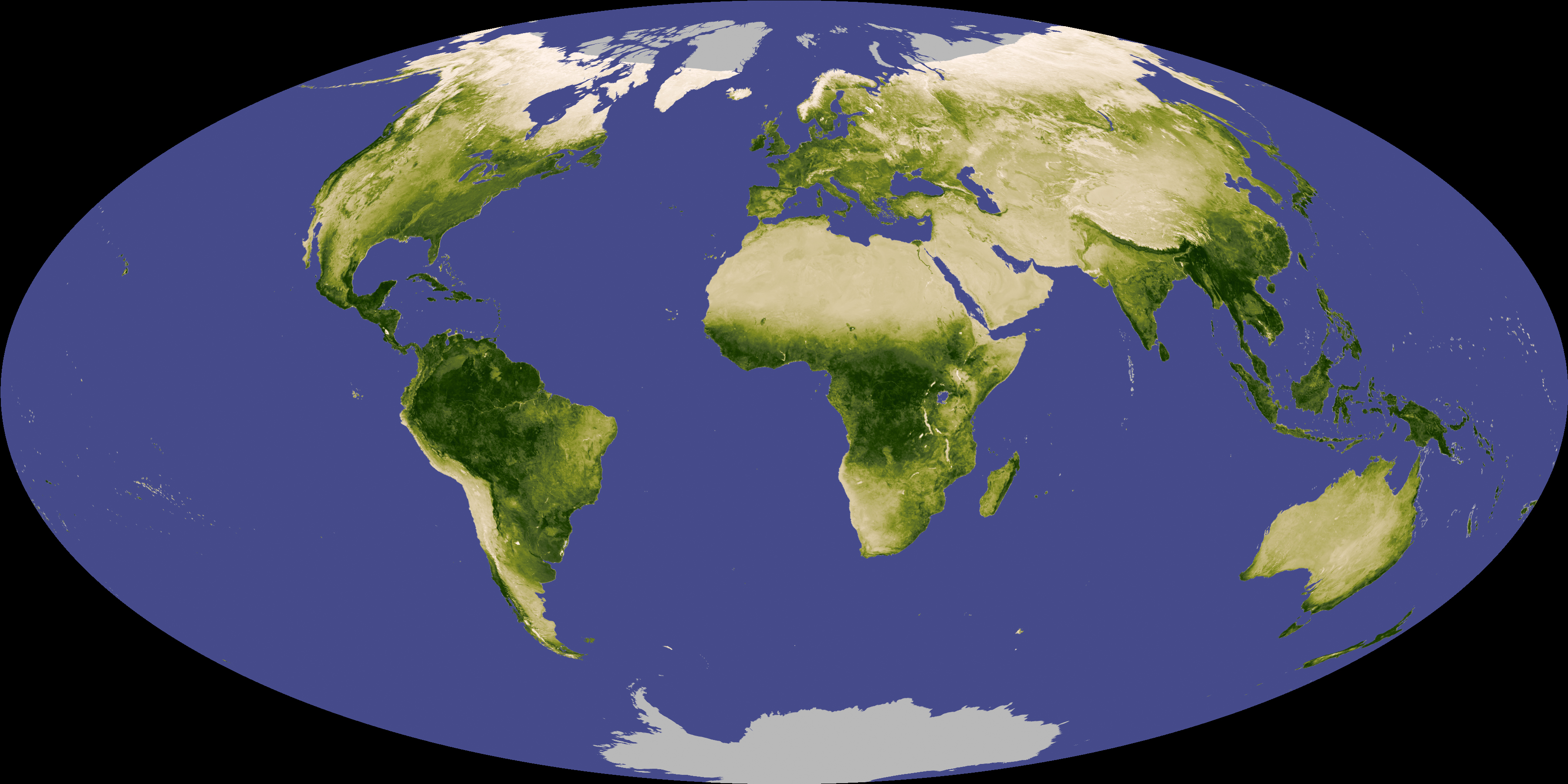
Les valeurs négatives de NDVI (valeurs proches de -1) correspondent à de l'eau. Les valeurs proches de zéro (-0,1 à 0,1) correspondent généralement à des zones stériles de roche, de sable ou de neige. Enfin, les valeurs faibles et positives représentent des arbustes et des prairies (environ 0,2 à 0,4), tandis que les valeurs élevées indiquent des forêts pluviales tempérées et tropicales (valeurs approchant 1).

L'indice de végétation par différence normalisée (NDVI) est un indicateur graphique simple qui peut être utilisé pour analyser les mesures de télédétection, souvent depuis une plateforme spatiale, en évaluant si la cible observée contient ou non une végétation verte vivante. 
Cet indice se calcule grâce aux valeurs de réflectance dans les longueurs d'onde rouge et proche infra-rouge : 

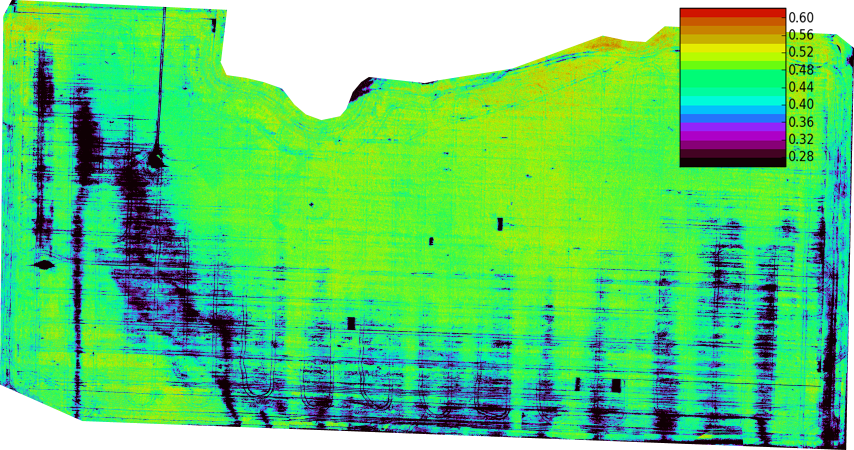
Agriculture de précision NDVI 4 cm/pixel GSD

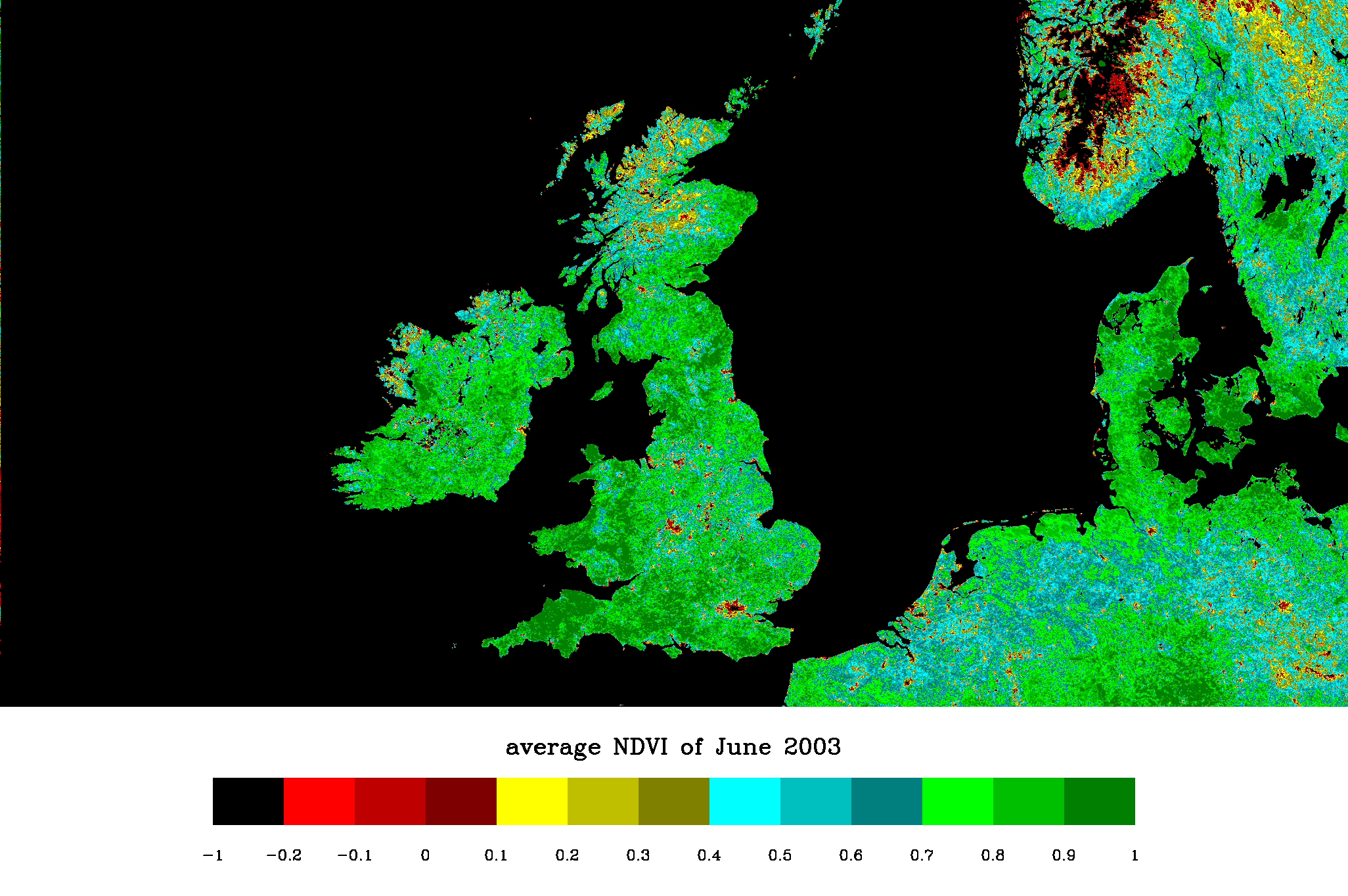
NDVI en juin sur les îles britanniques (NOAA AVHRR)

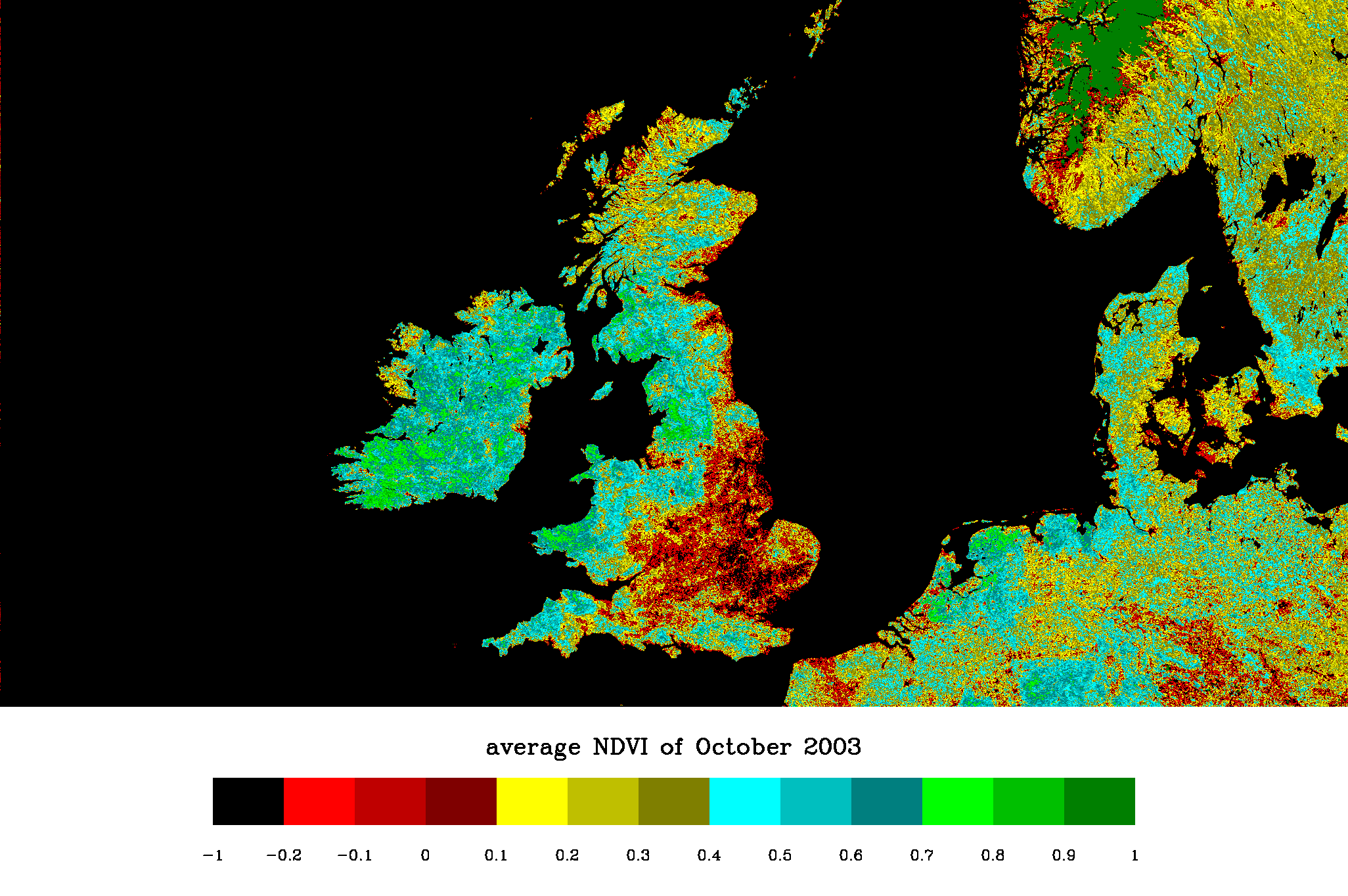
NDVI en octobre sur les îles britanniques (NOAA AVHRR)

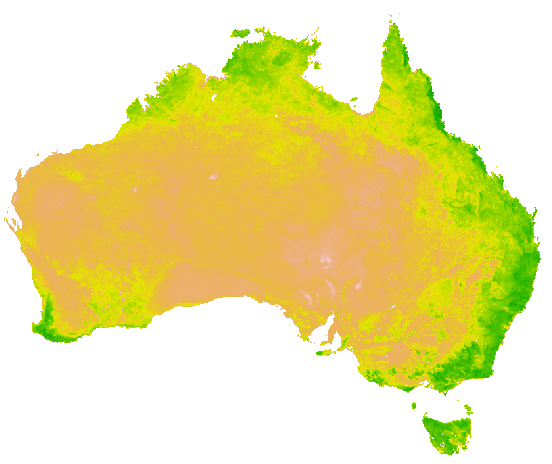
NDVI 6-moyenne mensuelle pour l'Australie, du 1er décembre 2012 au 31 mai 2013.

{\displaystyle {\textrm {NDVI}}={\frac {{\textrm {IR}}-{\textrm {R}}}{{\textrm {IR}}+{\textrm {R}}}}}